# Municipio de Bloom (condado de Fairfield)
El municipio de Bloom (en inglés: Bloom Township) es un municipio ubicado en el condado de Fairfield en el estado estadounidense de Ohio. En el año 2010 tenía una población de 8466 habitantes y una densidad poblacional de 87,81 personas por km².

## Geografía
El municipio de Bloom se encuentra ubicado en las coordenadas 39°46′45″N 82°46′4″O / 39.77917, -82.76778. Según la Oficina del Censo de los Estados Unidos, el municipio tiene una superficie total de 96.41 km², de la cual 96,24 km² corresponden a tierra firme y (0,17 %) 0,17 km² es agua.

## Demografía
Según el censo de 2010, había 8466 personas residiendo en el municipio de Bloom. La densidad de población era de 87,81 hab./km². De los 8466 habitantes, el municipio de Bloom estaba compuesto por el 96,48 % blancos, el 1,58 % eran afroamericanos, el 0,17 % eran amerindios, el 0,4 % eran asiáticos, el 0,19 % eran de otras razas y el 1,18 % eran de una mezcla de razas. Del total de la población el 1,24 % eran hispanos o latinos de cualquier raza.